# Luis Alonso de Lugo
Luis Alonso Fernández de Lugo, né vers 1506 à San Cristóbal de La Laguna et mort le 15 octobre 1556 à Milan, est un conquistador espagnol.

## Biographie
Luis Alonso de Lugo est né à San Cristóbal de La Laguna sur l'île de Tenerife vers 1506. Il est le fils de Pedro Fernández de Lugo et de Doña Inés de Herrera,,.
Vers 1539, il épouse Doña Beatriz de Noroña y Mendoza. Le couple aura deux enfants mais Alonso de Lugo a eu plusieurs enfants naturels avec Francisca Martínez avant de se marier ainsi qu'un autre enfant avec une autre femme en 1527.
Comme fils de Pedro Fernandez de Lugo, il revendique pour lui-même les mérites de vainqueur obtenus par Gonzalo Jiménez de Quesada. Son père lui confie en 1535 une mission de reconnaissance à Santa-Marta où il s'empare de tout l'or qu'il s'empresse ensuite de dilapider en Espagne.
Il obtient le poste de gouverneur de la Nouvelle-Grenade, au cours de laquelle il conquiert la vallée d'Ibagué et fonde les municipalités de Mompox et Tocaima. Les abus qu'il commet comme régent sont documentés. Dans le but d'avoir les pleins pouvoirs, il ordonne par exemple l'emprisonnement d'Hernán Pérez de Quesada et d'un de ses frères, ainsi que du conquistador Gonzalo Suárez Rendón (es). Il est l'auteur du premier crime légal commis à Santa Fe, mais, craignant les représailles qui pourraient s'abattre sur lui pour ses excès constants, il quitte en 1544 le Nouvel Empire.
Il est finalement capturé et emprisonné à La Havane par un juge, à qui il donne de l'argent pour obtenir sa liberté. À son arrivée en Espagne, il est accusé des outrages qu'il a commis contre le capitaine Gonzalo Suárez Rendón et le comptable du Trésor royal de Sa Majesté dans le Nouvel Empire, Pedro Briceño ; mais la sanction contre lui n'est pas significative. Les autres procès intentés contre lui n'ont réussi qu'à le faire bannir à Majorque, n'en faisant pas une peine puisqu'il y a conservé le grade de colonel et une armée avec laquelle il a mené des batailles en Italie.